# اقتصاد نئو-کینزی
اقتصاد نئو-کینزی (انگلیسی: Neo-Keynesian economics) یک مکتب اندیشهٔ اقتصاد کلان است که در دورهٔ پس از جنگ جهانی دوم از مکتوبات جان مینارد کینز توسعه داده شد. گروهی از اقتصاددانان (از جمله جان هیکس، فرانکو مودیلیانی، و پل ساموئلسون) تلاش کردند مکتوبات کینز را تفسیر و دارای ساختار کنند و آن را با مدل‌های اقتصاد نئوکلاسیک ترکیب کنند. کار آنان که به عنوان سنتز نئو-کلاسیک شناخته می‌شود، مدل‌هایی را ایجاد کرد که ایده‌های اصلی اقتصاد نئو-کینزی را شکل داد. این ایده‌ها در دورهٔ پس از جنگ بر اقتصاد جریان اصلی سیطره داشتند و جریان اصلی اندیشهٔ اقتصادی را در دهه‌های ۱۹۵۰، ۶۰ و ۷۰ شکل دادند.
در دههٔ ۱۹۷۰ رشته تحولاتی به وقوع پیوست که نظریهٔ نئو-کینزی را متزلزل کرد. بروز رکود تورمی، و کار پول گرایانی چون میلتون فریدمن، بر نظریات نئو-کینزی شک افکند. نتیجه، رشته ایده‌های نوینی برای آوردن ابزارهایی به تحلیل کینزی بود که بتوانند وقایع اقتصادی دههٔ ۱۹۷۰ را توضیح بدهند. موج بزرگ بعدیِ تفکر کینزی با تلاش به دادن پایه‌ای اقتصاد خردی به منطق اقتصاد کلان کینزی بود. کینزی‌های نو به ایجاد یک سنتز نئوکلاسیک نو کمک کردند که در حال حاضر شکل دهندهٔ جریان اصلی نظریهٔ اقتصاد کلان است. در پی ظهور مکتب کینزی نو، به نئو-کینزی‌ها گاهی کینزی‌های قدیمی گفته می‌شود.